# Ian Chesterton
Ian Chesterton – postać fikcyjna z brytyjskiego serialu science-fiction pt. Doktor Who, w którą wcielił się William Russell.
Ian był towarzyszem pierwszego Doktora. Postać ta pojawiała się w serialu w latach 1963-1965. Wystąpił łącznie w 77 odcinkach, składających się na 16 historii.

## Historia postaci

### Serial
Po raz pierwszy Ian występuje w pierwszej historii serialu pt. An Unearthly Child. Ian jest nauczycielem chemii w Coal Hill School w Londynie. Jedną z jego uczennic jest Susan Foreman u której on oraz nauczycielka historii, Barbara Wright wykrywają zaawansowaną wiedzę oraz bardzo nietypowe poglądy. Próbując dowiedzieć się czegoś więcej o Susan, Ian i Barbara śledzą ją. Dwoje nauczycieli trafiają w końcu do miejsca, gdzie Susan wchodzi do budki policyjnej. Barbara i Ian w końcu odkrywają, że dana budka policyjna jest wehikułem czasu o nazwie TARDIS, a dziadek Susan, przedstawiający się jako Doktor wraz z nią nie są z tej planety, a ze swojej własnej zostali wygnani. Doktor bojąc się, że dwójka nauczycieli rozpowie jego tajemnice, porywa ich.
Ian w serialu pokazuje swoje zdolności fizyczne oraz ogromną uprzejmość do osób starszych. W pierwszych jego podróżach krytykuje dostawanie się do niebezpiecznych miejsc jedynie dla ciekawości. Relacje między Ianem i Barbarą nigdy w serialu nie zostały jasno określone. Dopiero w jednym z odcinków spin-offu serialu pt. Przygody Sary Jane określono, że Ian i Barbara wezmą ślub po odejściu z załogi TARDISa.
Ian umie m.in. jeździć konno czy walczyć mieczem. W historii The Crusade, gdy Saraceni porwali Barbarę, on idzie na samotną wyprawę by ją uratować. W  tej samej historii Ian dostaje od króla, Ryszarda I tytuł szlachecki "Sir Ian of Jaffa". Podczas swojej podróży z Doktorem i jego towarzyszami, Ian odwiedził m.in. Chiny w 1289, Francję za czasów Rewolucji francuskiej czy planetę Xeros.
Gdy Barbara i Ian zauważają pozostałości maszyn Daleków, które pozwoliłyby się cofnąć do lat 60. XX w., postanawiają odejść. Wtedy była to dla nich jedyna szansa powrotu do swoich czasów (pierwszy Doktor nie umiał operować TARDISem). Po czułym pożegnaniu, odchodzą, a Doktor za pomocą innych urządzeń sprawdza czy wrócili bezpiecznie do swoich czasów.
W odcinku Śmierć Doktora (Przygody Sary Jane), Sara Jane mówi że znalazła informacje o tym że Ian wziął ślub z Barbarą, został profesorem, mieszka w Cambridge i od lat 60. się nie starzeje. W odcinku Dzień Doktora zostaje ujawniona informacja że dyrektorem Coal Hill School został I. Chesterton. W tym samym odcinku zostaje przedstawione jego zdjęcie.
W odcinku Potęga Doktora (2022) Ian Chesterton pojawia się na spotkaniu towarzyszy Doktora, wyrażając zaskoczenie, że trzynasta inkarnacja jest kobietą. 57 lat, jakie upłynęły od ostatniego występu Russella w roli Iana Chestertona, zapewniły aktorowi miejsce w księdze rekordów Guinessa. 

### Inne media
Postać Iana pojawiła się w filmie Dr Who wśród Daleków (1965) i była grana przez Roya Castle. Wówczas zostaje on przedstawiony jako chłopak Barbary, która jest starszą wnuczka dr. Who oraz siostrą Susan. W kontynuacji tego filmu, Najazd Daleków na Ziemię (1966) nie ma Iana, natomiast podobne cechy nosi nowa postać, Tom Campbell, przedstawiona w filmie jako "normalny" policjant jednostki specjalnej. W tym filmie nie jest przedstawione co się stało z Ianem.

## Występy

### Telewizyjne
| Historia                    | Data premiery        | Data premiery     | Źródło            |
| Historia                    | Pierwszy odcinek     | Ostatni odcinek   | Źródło            |
| Sezon 1 (1963-64)           | Sezon 1 (1963-64)    | Sezon 1 (1963-64) | Sezon 1 (1963-64) |
| --------------------------- | -------------------- | ----------------- | ----------------- |
| An Unearthly Child          | 23 listopada 1963    | 14 grudnia 1963   | [ 3 ] [ 15 ]      |
| The Daleks                  | 21 grudnia 1963      | 1 lutego 1964     | [ 16 ] [ 17 ]     |
| The Edge of Destruction     | 8 lutego 1964        | 15 lutego 1964    | [ 18 ] [ 19 ]     |
| Marco Polo                  | 22 lutego 1964       | 4 kwietnia 1964   | [ 7 ] [ 20 ]      |
| The Keys of Marinus         | 11 kwietnia 1964     | 16 maja 1964      | [ 21 ] [ 22 ]     |
| The Aztecs                  | 23 maja 1964         | 13 czerwca 1964   | [ 23 ] [ 24 ]     |
| The Sensorites              | 20 czerwca 1964      | 1 sierpnia 1964   | [ 25 ] [ 26 ]     |
| The Reign of Terror         | 8 sierpnia 1964      | 12 września 1964  | [ 8 ] [ 27 ]      |
| Sezon 2 (1964-65)           |                      |                   |                   |
| Planet of Giants            | 31 października 1964 | 14 listopada 1964 | [ 28 ] [ 29 ]     |
| The Dalek Invasion of Earth | 21 listopada 1964    | 26 grudnia 1964   | [ 30 ] [ 31 ]     |
| The Rescue                  | 2 stycznia 1965      | 9 stycznia 1965   | [ 32 ] [ 33 ]     |
| The Romans                  | 16 stycznia 1965     | 6 lutego 1965     | [ 5 ] [ 34 ]      |
| The Web Planet              | 13 lutego 1965       | 20 marca 1965     | [ 35 ] [ 36 ]     |
| The Crusade                 | 27 marca 1965        | 17 kwietnia 1965  | [ 6 ] [ 37 ]      |
| The Space Museum            | 24 kwietnia 1965     | 15 maja 1965      | [ 9 ] [ 38 ]      |
| The Chase                   | 22 maja 1965         | 26 czerwca 1965   | [ 10 ] [ 39 ]     |